# 日沼滉治
日沼滉治（ひぬま こうじ、1928年 - ）は日本の国学者、埼玉大学名誉教授。専攻は日本文学。

## 履歴
1928年（昭和3年）北海道生まれ。東京文理科大学卒。埼玉大学で教鞭をとり退官後名誉教授。小論文対策など受験参考書の著作も多い。
2013年（平成25年）4月瑞宝中綬章受章。

## 著作
- 『露伴九十九章』（未知谷 2006）
- 『日本文学概論』（おうふう 2001.4 改訂版）
- 『大学入試小論文の書き方』（旺文社 [1987]
- 『日本文学概論』（桜楓社 1986）
- 『現代文標準問題精講』（旺文社 1984.2 改訂版）
- 『添削例つき小論文の書き方 : [付]面接の受け方』（旺文社 1978）
- 『実戦現代国語水準表 : 必修事項97と実戦公式14』（日本英語教育協会1976） *